# Мохаб Ель-Корді
Мохаб Ель-Корді (араб. مهاب مهيمن; 21 березня 1997) — єгипетський стрибун у воду.
Учасник Олімпійських Ігор 2016, 2020 років.